# Теннисный чемпионат Дубая 2021
Теннисный чемпионат Дубая 2021 (по спонсорским причинам известный как Dubai Duty Free Tennis Championships 2021) — профессиональный теннисный турнир, который разыгрывался на открытых хардовых кортах «Aviation Club Tennis Centre».
Турнир-2021 является 29-м по счёту, проводящимся здесь. В этом году мужское соревнование относилось к категории ATP 500 с призовым фондом в два миллиона долларов, а женское — к категории WTA 1000 с призовым фондом в 1,8 миллиона в той же валюте.
Соревнования проходили в Дубае с 7 по 20 марта 2025 года: в первую неделю был сыгран женских турнир, а во вторую — мужской. Турнир входил в серию соревнований, расположенную в календаре между Открытым чемпионатом Австралии и турниром в Майами.
Прошлогодние победители:
- в мужском одиночном разряде —  Новак Джокович
- в женском одиночном разряде —  Симона Халеп
- в мужском парном разряде —  Джон Пирс и  Майкл Винус
- в женском парном разряде —  Се Шувэй и  Барбора Стрыцова

## Общая информация
Лидером посева в мужском одиночном турнире стал Доминик Тим (№ 4 в мире на тот момент). Австриец покинул соревнование уже после стартового матча, а титул достался Аслану Карацеву. Россиянин, начавший тот год 112-й ракеткой мира, попал в сетку соревнований после специального приглашения от организаторов и реализовал его в шесть побед, четыре из которых пришлись на матчи против сеянных оппонентов. В финале 27-летний теннисист справился с ещё одним несеянным противником: Ллойдом Харрисом. Южноафриканец начал турнир с квалификационного соревнования и до титульного матча одержал семь побед, выбив из турнира трёх сеянных противником, включая первую и третью ракетку посева. Прошлогодний чемпион — Новак Джокович — не защищал свой титул. Сеянные заняли 10 из 16 мест в третьем раунде.
Лидером посева в женском одиночном турнире стала Элина Свитолина (№ 5 в мире на тот момент). Украинка покинула соревнование уже после стартового матча, а титул достался Гарбинье Мугурусе. Испанка выиграла один за другим шесть матчей, а в финале справилась с Барборой Крейчиковой. Прошлогодняя чемпионка — Симона Халеп — не защищала свой титул. Сеянные заняли 7 из 16 мест в третьем раунде; здесь же проиграла последняя из участниц квалификационного турнира — Тереза Мартинцова. Чешка прошла на пути в эту стадию пятую сеянную Кики Бертенс.
Лидерами посева в мужском парном турнире стали Хуан Себастьян Кабаль и Роберт Фара (лидеры рейтинга в тот период). Колумбийцы выиграли один за другим четыре матча, а в финале справились с Николой Мектичем и Мате Павичем. Прошлогодние чемпионы — Джон Пирс и Майкл Винус — не защищали свой титул. Сеянные заняли три места в полуфиналах.
Лидерами посева в женском парном турнире стали Элизе Мертенс и Арина Соболенко (лидеры рейтинга в тот период). Представительницы Бельгии и Беларуси покинули соревнование уже после первого матча, а титул достался Алексе Гуарачи и Дарье Юрак. Представительницы Чили и Хорватии выиграли один за другим пять матчей, а в финале справились с Сюй Ифань и Ян Чжаосюань. Двукратные действующие чемпионки — Се Шувэй и Барбора Стрыцова — не защищали свой титул. Сеянные заняли пять мест в четвертьфиналах. Будущая первая ракетка мира Джессика Пегула впервые добралась до полуфинала на крупнейших соревнованиях основного тура ассоциации; вместе с Бетани Маттек-Сандс она прошла первую и седьмую пару посева и уступила лишь будущим чемпионкам.

## Соревнования

### Мужчины. Одиночный турнир
- Аслан Карацев обыграл  Ллойда Харриса со счётом 6-3 6-2.
- Карацев выиграл дебютный одиночный титул за карьеру в основном туре ассоциации.
- Харрис сыграл 1-й одиночный финал в сезоне и 2-й за карьеру в основном туре ассоциации.

### Женщины. Одиночный турнир
- Гарбинье Мугуруса обыграла  Барбору Крейчикову со счётом 7-6(6) 6-3.
- Мугуруса выиграла 1-й одиночный титул в сезоне и 8-й за карьеру в основном туре ассоциации.
- Крейчикова сыграла 1-й одиночный финал в сезоне и 2-й за карьеру в основном туре ассоциации.

### Мужчины. Парный турнир
- Хуан Себастьян Кабаль /  Роберт Фара обыграли  Николу Мектича /  Мате Павича со счётом 7-6(0) 7-6(4).
- Кабаль выигрывает 1-й парный титул в сезоне и 18-й за карьеру в основном туре ассоциации.
- Фара выигрывает 1-й парный титул в сезоне и 17-й за карьеру в основном туре ассоциации.

### Женщины. Парный турнир
- Алекса Гуарачи /  Дарья Юрак обыграли  Сюй Ифань /  Ян Чжаосюань со счётом 6-0 6-3.
- Гуарачи выигрывает 2-й парный титул в сезоне и 4-й за карьеру в основном туре ассоциации.
- Юрак выигрывает 1-й парный титул в сезоне и 7-й за карьеру в основном туре ассоциации.